# الإدارة العسكرية في لوكسمبورغ
الإدارة العسكرية لوكسمبورغ إدارة عسكرية لألمانيا النازية في لوكسمبورغ المحتلة التي كانت موجودة من 11 مايو 1940 29 يوليو 1940، عندما تم استبدال الإدارة العسكرية بمنطقة الإدارة المدنية لوكسمبورغ.

## التاريخ
في وقت مبكر من يوم 10 مايو 1940، سلم الدبلوماسي الألماني فون رادويتز للأمين العام لحكومة اللوكسمبورغ مذكرة من الحكومة الألمانية، تفيد بأن ألمانيا ليس لديها أي نية لتغيير وحدة أراضي الدوقية الكبرى أو استقلالها السياسي. في اليوم التالي، تم إنشاء إدارة عسكرية في لوكسمبورغ. ومثلت المصالح اللوكسمبرجية لجنة حكومية برئاسة ألبرت ويرر، والتي كانت تتألف من كبار موظفي الخدمة المدنية وتم إضفاء الشرعية عليها من قبل مجلس النواب. كانت هناك علاقة جيدة بين هذه اللجنة والسلطات العسكرية، حيث أظهر العقيد شوماخر موقفًا واسع الأفق تجاه مشاكل البلاد واستعدادًا لحلها بالتشاور مع اللجنة الحكومية. 
في 13 يوليو 1940، تم تأسيس فولكس دويتشه بيغونغ (VdB) في مدينة لوكسمبورغ تحت قيادة داميان كراتزينبرج، وهو مدرس ألماني في أثينا دي لوكسمبورغ.  كان هدفها الرئيسي هو دفع السكان لاعتبار ألمانيا كصدق عن طريق الدعاية، وكانت هذه المنظمة هي التي استخدمت عبارة "هايم إنس رايخ.
رأى عدة نواب وموظفين حكوميين رفيعي المستوى أن لوكسمبورغ يمكن أن تحتفظ بقدر من الحكم الذاتي في ظل الإدارة العسكرية، كما حدث في الحرب العالمية الأولى، وقد بذلت محاولات للتوصل إلى نوع من الترتيب مع ألمانيا. ومع ذلك، سرعان ما أوضحت السلطات في برلين أن مصير لوكسمبورغ سيكون مختلفًا جدًا هذه المرة. اعتبر النازيون شعب لوكسمبورغ مجرد مجموعة عرقية جرمانية أخرى ودوقية غراند الكبرى أرضًا ألمانية. اضطرت السلطات العسكرية إلى مغادرة لوكسمبورغ بحلول 31 يوليو 1940، لتحل محلها إدارة مدنية تحت قيادة غوستاف سيمون. 